# Giordana Rocchi
Giordana Rocchi (Roma, 28 settembre 1980) è un'ex ginnasta italiana.

## Biografia
Nata a Roma nel 1980,  a 14 anni ha partecipato al suo primo mondiale in Giappone. A 15 anni ha partecipato ai Giochi olimpici di Atlanta 1996: entrata nelle prime 36 ginnaste al mondo ha concluso la finale All-Around con 36.817 punti.
In quell'occasione è stata il membro più giovane del Team Italia.
L'anno successivo ha vinto l'argento nel concorso a squadre ai Giochi del Mediterraneo di Bari, insieme a Martina Bremini, Adriana Crisci, Laura Montagnolo e Paola Rivi. Nello stesso anno divenne campionessa italiana assoluta e prese parte ai Mondiali di Losanna, in Svizzera.

## Palmarès

### Giochi del Mediterraneo
- 1 medaglia:
  - 1 argento (Concorso a squadre a Bari 1997)